# ステート・アマ
ステート・アマ（State + Amateur）とは主にアメリカ合衆国や西ヨーロッパや日本などの資本主義国側から見て、ソビエト連邦や東ヨーロッパなどのかつてのソ連型社会主義国でプロフェッショナルとして一個人で報酬を得ない代わりに、国家から報酬・物質的援助・身分保障をされ、競技に専念できる環境を整えられたスポーツ選手を指した言葉。

## 概要
共産主義政党の一党独裁であったソ連や東ドイツ、中華人民共和国などの東側諸国では「国威高揚」の名の下、有望な選手を各地から発掘し家族の身分を保証する代わりに、幼少期より国家が運営する学校とトレーニングセンターが併設されたスポーツ施設で育て、オリンピックや世界選手権などの国際舞台で優秀な成績を取るべく、国家による徹底的な管理と養成が行われた。
管理や養成の過程では年齢に合わせた学校教育よりスポーツで優秀な成績を収めることが優先され、倫理観やスポーツマンシップは全く重視されず、元卓球世界チャンピオンの荘則棟によれば、中華人民共和国の選手同士の対戦となった場合には、他国の選手に手の内を明かすことのないよう上層部からどちらの選手に勝利させるか指令が下ったという。ただし何智麗（現小山ちれ）は、この指令を無視して中華人民共和国の選手同士の試合を制して優勝している。
またドーピングなどの倫理に反する行為が半ば正当化され、当たり前に行われていた。旧東ドイツでは女子のステート・アマ選手の顔に髭が生えた事例がある。これはドーピングによりホルモンのバランスが崩れ、男性ホルモンが分泌されるようになったからだと考えられている。
またインタビューの際の言動がイデオロギーに適合するものかチェックされたりする他、恋愛の自由なども制限される等、国家から肉体・精神面で徹底的な管理を受けるため、ナディア・コマネチなど個人の自由を求めて西側諸国へ亡命するケースもあった（ただしコマネチの亡命は引退後である）。
ソ連ではチェスにおいてもステート・アマに類似した体制が整っており、各地から選抜された年少者が国立のチェス学校でトレーニングを受け、世界選手権を始めとした大会を席巻した。上位選手は西側諸国に招待され対局指導をするなど国威高揚としての活動だけでなく、大会賞金や西側で翻訳された著書の印税により外貨獲得も行っていた。
現在はソビエト連邦の崩壊や東欧革命によるソ連型社会主義圏の解体、資本主義経済の一部導入やオリンピックのプロ化などにより、中国や北朝鮮、キューバなどを除く殆どの国では死語となった。スポーツ施設などその多くは閉鎖されるか、運営費がなくなったり減らされたりした。そのため東側諸国のステート・アマの中には施設や報酬の面で恵まれた西側諸国でプレーすることを望み、祖国を出る者も現れた。大相撲に所属していた露鵬・白露山兄弟の父親は旧ソ連・ロシア連邦のアマチュアレスリングのステート・アマを育成していた教官であった。
資本主義諸国でもマイナー競技を中心にカンパニーアマや企業アマと呼ばれる、ステート・アマと同様、偽装アマととらえられるスポーツ選手も多い。その中には、格闘技系の競技を中心に他競技へ転身しプロスポーツ選手になることもある。